# Świebodzin
Świebodzinⓘ (em alemão: Schwiebus) é um município no oeste da Polônia. Pertence à voivodia da Lubúsquia, no condado de Świebodzin. É a sede da comuna urbano-rural de Świebodzin, na região dos lagos de Łagów.
Estende-se por uma área de 16,9 km², com 21 341 habitantes, segundo o censo de 31 de dezembro de 2021, com uma densidade populacional de 1 262,8 hab./km².
Antiga fortaleza eslava, mencionada pela primeira vez em um documento de 1302.
A via expressa n.º 3 e a estrada nacional n.º 92 cruzam-se o município, e a autoestrada A2 estende-se a 5 km dos limites da cidade.
Em Świebodzin, há uma Estátua de Cristo Rei, a maior representação escultural de Jesus Cristo do mundo.
Existem também fábricas de equipamentos termotécnicos, as indústrias de móveis, vestuário e alimentícia estão em desenvolvimento. Um dos centros ortopédicos mais antigos — Lubuskie Centrum Orthopedii opera em Świebodzin.

## Localização
Segundo dados de 31 de dezembro de 2021, a área da cidade é de 16,9 km².
Świebodzin está localizada na histórica Baixa Silésia. Originalmente, Świebodzin pertencia à Grande Polônia como um dos castelos locais, também foi atribuído a ela após o início do período de desintegração regional em 1138. A cidade fazia parte da Grande Polônia até o final do século XIII, e em 1296 a soberania sobre ela foi exercida por Vladislau, o Breve, Duque da Grande Polônia. No início do século XIV, Świebodzin foi incorporada ao Ducado de Głogów, e nos anos 1482–1740, com a área circundante, foi um enclave da Silésia.
Existem dois pequenos lagos nos limites da cidade (Trzcinno, 5 ha.; profundidade 2,5 m e Zamecko, 16 ha.; profundidade 2,2 m) e dois maiores nas proximidades (Wilkowskie, 130,0–130,5 ha.; profundidade 23,7 m e Lubinieckie, 67,5–79,4 ha.; profundidade 5,9 m).

## Toponímia
Nome listado em fontes históricas como: Schwibussen (1251), Swebosin (1302), Svebusin (1334), Sweboczyn (1352). Vem do nome pessoal Świeboda, e por último, da palavra świeboda, que significa “liberdade, fortuna”. O nome alemão da cidade é uma adaptação fonética do nome eslavo. Em 1613, o regionalista e historiador da Silésia, Mikołaj Henel de Prudnik mencionou a cidade em seu trabalho sobre a geografia da Silésia intitulado Silesiographia dando seus nomes latinos: Svibusium, Suebodinum. O nome atual foi aprovado administrativamente em 7 de maio de 1946.
Um caso interessante de nomenclatura urbana é a rua Piłsudski, que em sua história foi chamada: Szeroka, Hindenburga, Hitler, Stalin, 22 Lipca.

## História

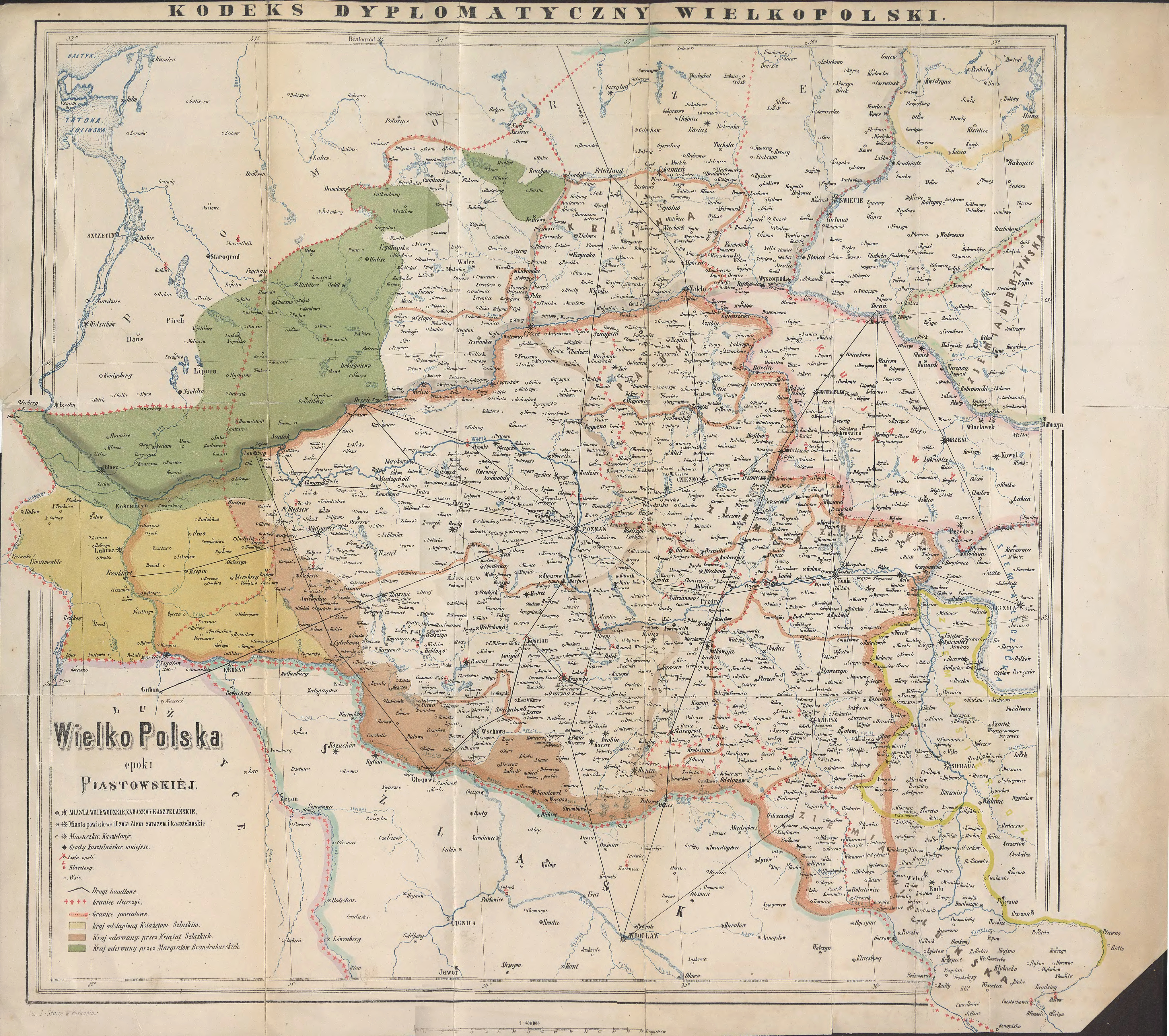
Mapa histórico da Grande Polônia na era dos Piastas feito em 1888 com base no Código Diplomático da Grande Polônia com Świebodzin dentro da área incorporada à Silésia

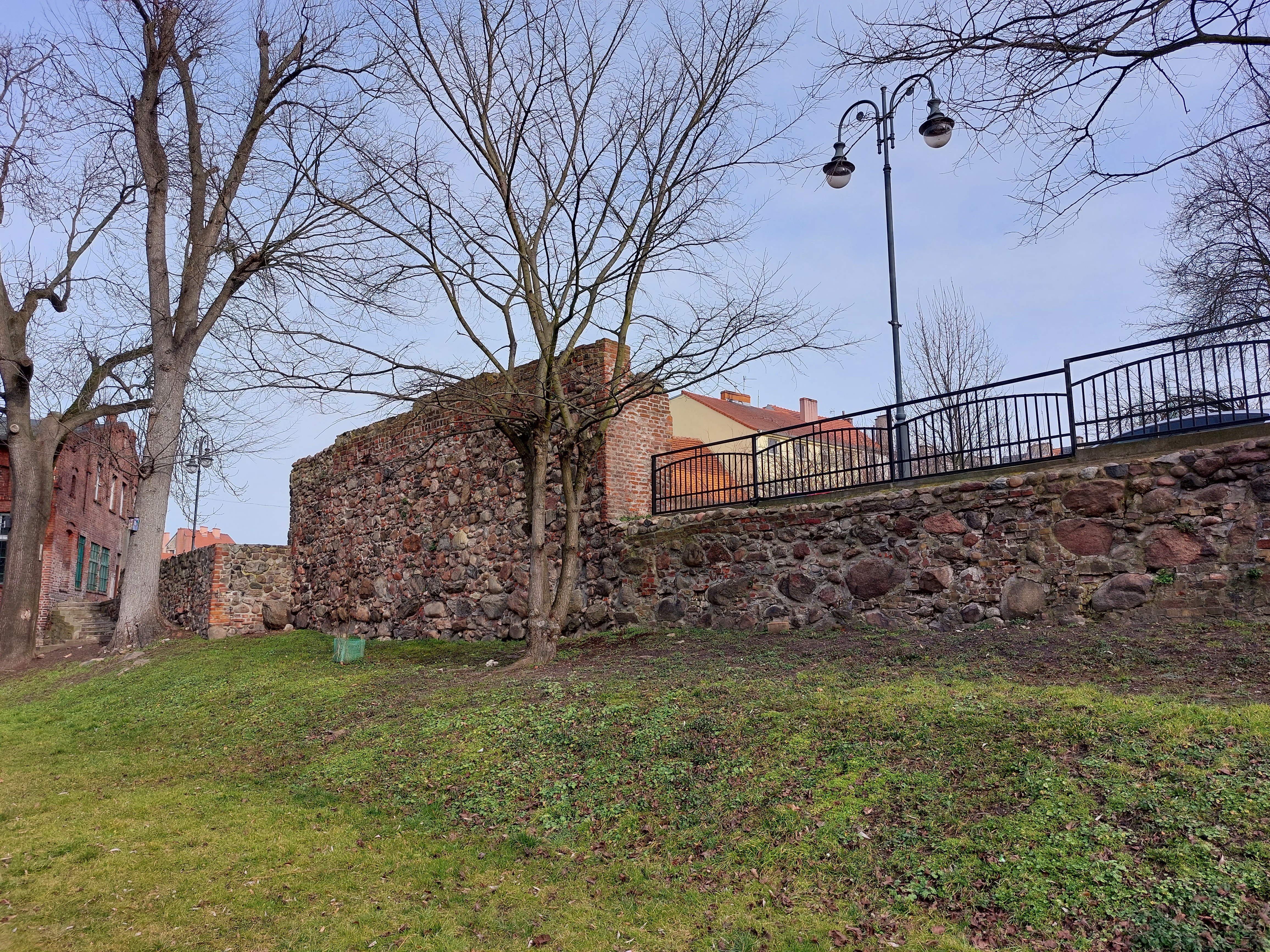
Świebodzin, muralhas da cidade do século XIV (rua Okręcna)

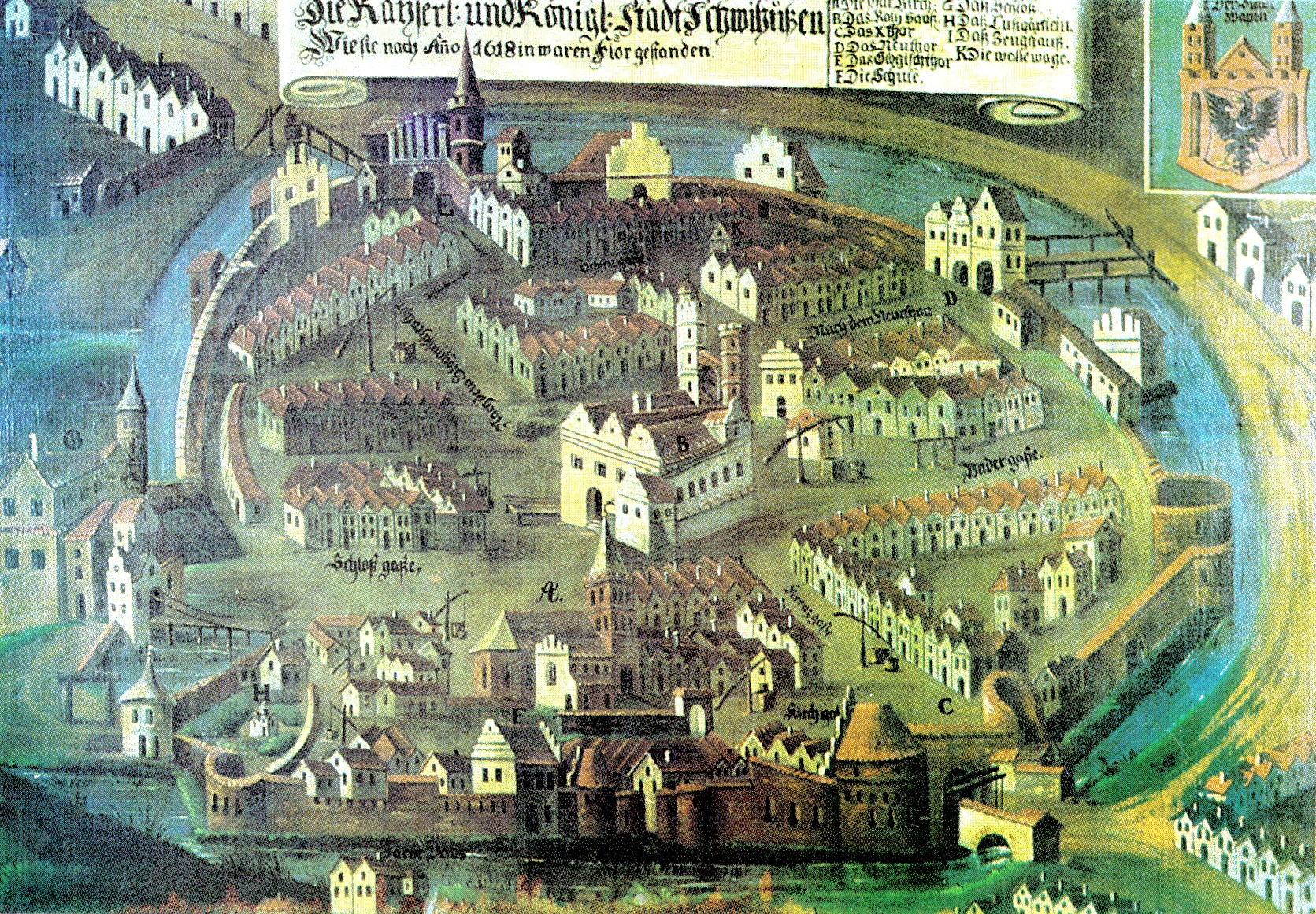
A cidade no século XVII

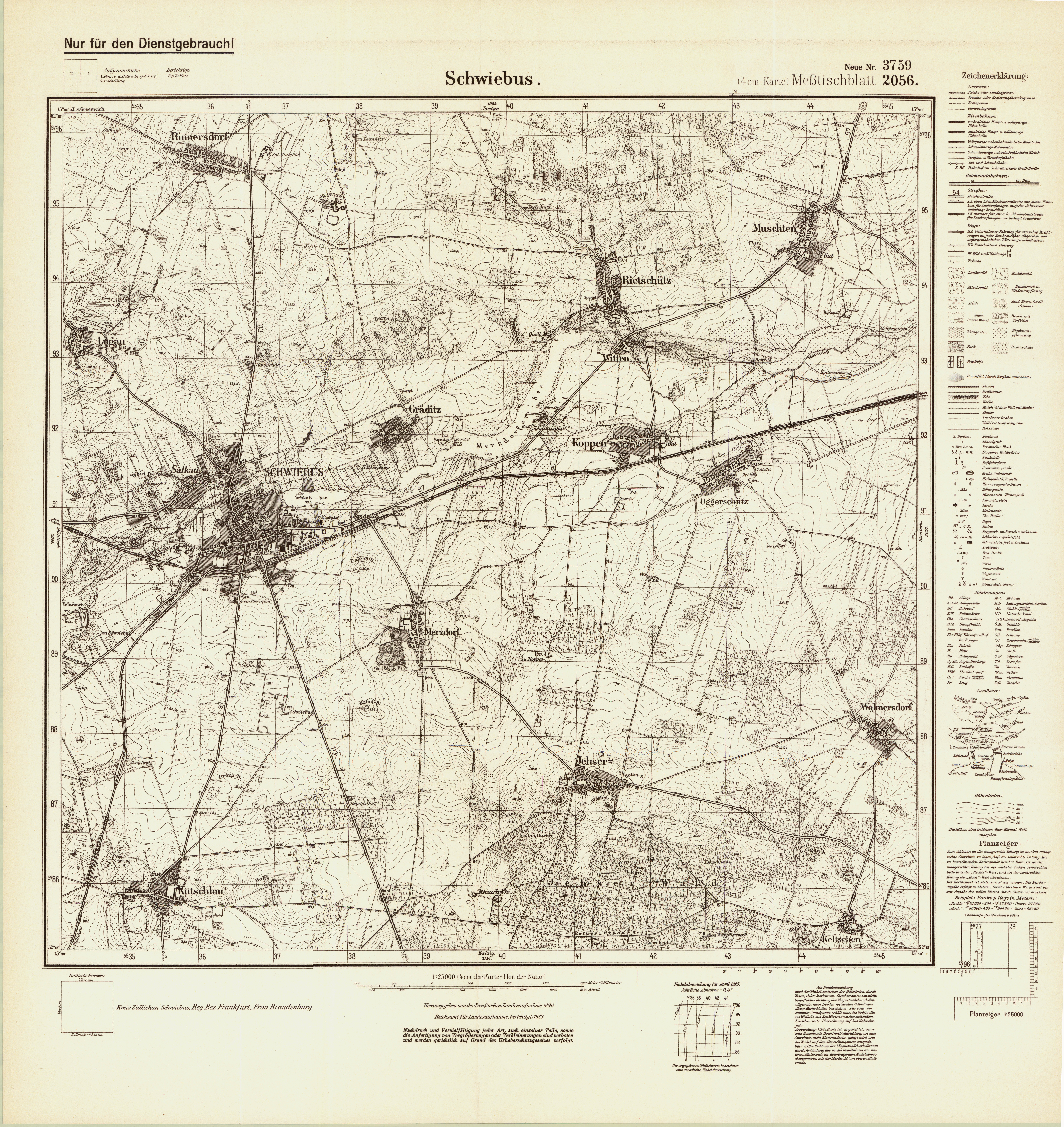
Mapa detalhado de 1933 da área de Świebodzin

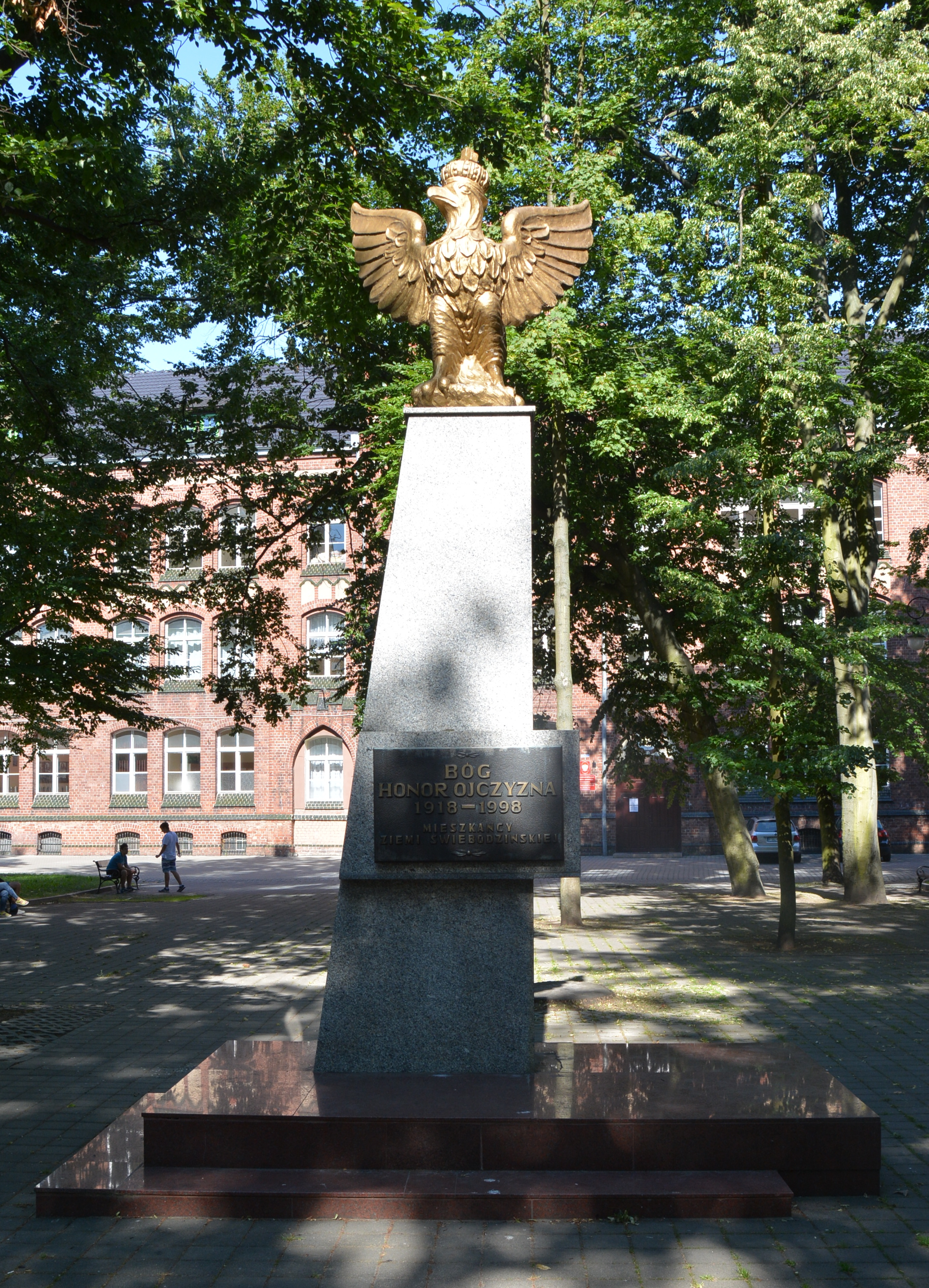
Monumento “Deus, Honra, Pátria 1918–1998” em Świebodzin

### Antiguidade
As áreas onde Świebodzin foi fundada e desenvolvida, eram habitadas por humanos já nos tempos do Paleolítico. Por sua vez, a maior concentração de sítios arqueológicos do período Neolítico e posterior está nas proximidades do lago Paklicko Wielkie e do rio Paklica. A evidência de assentamento permanente da Idade do Bronze é especialmente rica. Além disso, na área de Świebodzin, cerca de 700 metros a oeste do centro da cidade, no vale do rio Pławnica (também conhecido como riacho de Świebodzin), existe uma fortaleza mal conservada que remonta ao início da Idade Média (séculos VII-XIII), onde numerosos peças de cerâmica utilitária, bem como elementos de madeira e metal foram obtidos durante a pesquisa, itens deste período.

### Idade Média
A cidade é mencionada pela primeira vez em documentos latinos de meados do século XII. A construção do castelo em Świebodzin começou em 1228, embora, segundo muitos autores, seja um povoado próximo de Grodziszcze, onde Świebodzin se desenvolveu apenas no início do século XIV. A cidade foi historicamente associada à Grande Polônia, confirmado pela coleção medieval de documentos contidos no Código Diplomático da Grande Polônia. Em 1234, a terra de Świebodzin ficou sob o domínio do duque da Silésia, Henrique I, o Barbudo, como resultado de um acordo concluído com Vladislau Odonic, Duque da Grande Polônia.
A primeira referência preservada a Świebodzin — Swiebosin data de 1302. Em 1319, a vila foi mencionada pela primeira vez como vila, e desde então ganhou o estatuto de castelo ducal. Em 1320 tornou-se propriedade do príncipe de Głogów — Henrique IV, e por volta de 1327 do rei polonês Vladislau I, o Breve.
Em 1329, Świebodzin é mencionada como Swibzin entre as cidades e fortalezas locais. Em 1333–1335, a cidade estava formalmente nas fronteiras do Reino da Polônia. Em 1335, Świebodzin retornou às fronteiras do Ducado de Głogów, e com ele reconheceu o feudo sobre o Reino da Boêmia. Em 1336, foi construída a igreja católica São Pedro e São Paulo, mais tarde, de São Miguel. Não há informações nas fontes sobre o documento de fundação, as estruturas da cidade se desenvolveram gradativamente. Em 1397 há a primeira menção à Prefeitura, e só em 1418 sobre o prefeito. A cidade tornou-se um polo local de artesanato, em particular de tecelagem e produção de tecidos de lã, o que era favorecido pela sua localização em áreas próprias para a criação de ovelhas. Em 1395, o duque Henrique VIII, o Jovem, concedeu aos tecelões de Świebodzin o privilégio mais antigo dos tecelões, concedendo-lhes amplos direitos na compra de lã. A partir de 1452, havia uma irmandade de costureiros na cidade, e o tecido de Świebodzin era exportado para muitos países europeus, em particular para a Polônia. Durante este período, outros ramos do ofício também se desenvolveram na cidade, em particular, peleiros e curtumes. O primeiro privilégio de 1395, que concedeu à cidade o direito de fabricar cerveja, foi importante para o seu desenvolvimento posterior.
Em 1469, o duque Henrique XI concedeu à cidade direitos de cidade completos, modelados em Głogów. A cidade tinha o direito de “fazer e vender cerveja e cobrar as vendas de sal”. Em 1477, o Duque de Głogów, João II, o Louco, confirmou todos os privilégios anteriores da cidade. Em meados do século XV, Świebodzin era cercada por muralhas e um fosso, e a cidade era acessível por um dos três portões. O sistema de muralhas da cidade também incluía o castelo, que foi significativamente ampliado pelos Cavaleiros Hospitalários nos anos 1438–1477.
Em 20 de setembro de 1482, como consequência do acordo em Kamieniec Ząbkowicki encerrando a Guerra pela sucessão de Głogów, Świebodzin permaneceu nas fronteiras do Ducado de Głogów, mas devido à perda do Ducado de Krosno e Sulechów, as terras ao redor da cidade tornaram-se um enclave, cercado pelas terras da Marca de Brandemburgo e polonesas. O enclave cobria cerca de 538 km² e incluía 47 aldeias e dois assentamentos comerciais maiores, Lubrza e Ołobok, propriedade da abadia cisterciense de Paradyż. Em 1488, o rei tcheco Matias Corvino declarou guerra a João II, o Louco e tomou Głogów. Sob o acordo de paz de 28 de dezembro de 1488 em Viena, João foi forçado a ceder o principado ao rei e em troca recebeu uma compensação financeira de 20 mil florins.
No início do século XVI, a cidade foi destruída várias vezes como resultado de desastres naturais.
Em 1500, ocorreu um grande incêndio, durante o qual quase metade da cidade queimou. O segundo incêndio eclodiu em 1522, como resultado do qual Świebodzin foi completamente destruída, então o rei liberou a cidade dos pagamentos ao governante pelos próximos 10 anos. Em 1533, a cidade foi parcialmente destruída após um sismo e sobreviveu à epidemia de “Peste Negra”.

### Tempos modernos
A partir de 1526, a cidade fazia parte da monarquia dos Habsburgos, como cidade real e capital do espaço urbano de Świebodzin. Em 1540, a família von Knobelsdorff tornou-se arrendatária do feudo do castelo em Świebodzin, que desempenhou um importante papel na história da cidade nos anos seguintes. Em 1561, foi concedido a Świebodzin o direito de eleger livremente um conselho municipal, o que teve um efeito positivo no desenvolvimento da cidade. Em 1611, a cidade prestou homenagem ao imperador Matias do Sacro Império Romano-Germânico como uma das dezessete cidades reais. Durante a Guerra dos Trinta Anos (1618–1648), a cidade ficou muitas vezes sob o controle das tropas imperiais, brandemburgo-saxãs e suecas. A guerra destruiu a força econômica e política da cidade, mas nesse aspecto a cidade compartilhou o destino de toda a área de língua alemã na Europa. Após a Paz de Vestfália em 1648, Świebodzin permaneceu nos limites da Monarquia dos Habsburgos, e o desenvolvimento do protestantismo na cidade foi um pouco interrompido em favor de tentativas de recatolização.
Um período de domínio brandenburguês sobre a cidade ocorreu entre 1686 e 1695. Świebodzin e o enclave foram dados a Frederico Guilherme, Eleitor de Brandemburgo, como compensação pela renúncia aos direitos dos Hohenzolerns em relação aos ducados da Silésia. O enclave foi incluído na Nova Marca, e Frederico iniciou o processo de unificação econômica da cidade com o resto de suas propriedades; Świebodzin recebeu, entre outras coisas, um novo brasão e os privilégios das guildas municipais de artesanato foram renovados. Como resultado de um acordo entre os administradores de Świebodzin e os representantes da corte dos Habsburgos, a cidade retornou para os Habsburgos em 1694. Segundo os historiadores, o período de Brandemburgo foi um período de mudanças positivas na cidade, especialmente na esfera da tolerância religiosa.
Em 1700, foi registrado que os produtos dos fabricantes de tecidos de Świebodzin eram vendidos em Leipzig, Nuremberg, Frankfurt am Main, Gdańsk, Kaliningrado e em toda a República das Duas Nações. Em 1728, a primeira fábrica de tingimento têxtil foi inaugurada; anteriormente, a cidade usava os serviços da vizinha Sulechów. A partir de 1742, a cidade estava nas fronteiras do Reino da Prússia. Um dos primeiros decretos do novo governante foi permitir que os evangélicos locais tivessem seus serviços religiosos. Durante a Guerra dos Sete Anos, Świebodzin, a partir de 1758, foi alvo de ataques das tropas russas. O desenvolvimento da cidade neste período foi dificultado pela necessidade de providenciar provisões para as tropas estrangeiras e frequentes assaltos e tentativas de saques na cidade. Nos anos 1763–1806 — as tabelas estatísticas da Silésia incluíam Świebodzin nas seis cidades mais industrializadas da Silésia e, em termos de têxteis, a terceira dos três centros mais importantes.
Como resultado da derrota de Frederico Guilherme III da Prússia com as tropas francesas na Batalha de Jena–Auerstedt, em 5 de novembro de 1806, as primeiras tropas francesas apareceram em Świebodzin. Próximo de Świebodzin, grandes destacamentos de tropas inimigas foram aquartelados temporariamente, mas não houve resistência dos habitantes ao exército estrangeiro devido à perda de confiança na coroa prussiana entre os habitantes alemães. Os alemães ficaram frustrados com os altos impostos e encargos cobrados do exército pela administração prussiana. Após perder a guerra, em 1808 começou a reforma do Estado prussiano. Świebodzin ganhou uma entidade legal e um governo autônomo independente que poderia dispor independentemente da propriedade municipal. Em 1809, uma nova composição do conselho da cidade foi eleita conforme a portaria alterada.

### História recente
Durante as Guerras Napoleônicas de 1810–1815, a cidade sofreu principalmente financeiramente. Após o período napoleônico, começou a melhoria do Estado prussiano, como resultado da reforma administrativa, o condado de Świebodzin foi liquidado e incorporado ao condado de Sulechowski, que recebeu o nome das duas partes “Kreis Züllichau-Schwiebus”. Em 1824, depósitos de lignito foram descobertos nas proximidades da cidade. Em 1847, em Świebodzin, no contexto da deterioração das condições de moradia e da fome, houve tumultos entre os habitantes da cidade, que levaram à remoção temporária do prefeito em exercício, a situação foi acalmada apenas pela intervenção do exército. Nos anos seguintes, foram abertos restaurantes gratuitos para os mais pobres e as famílias mais pobres foram apoiadas com a distribuição de lenha. Em 1848, foi construída uma estrada pavimentada Poznań — Frankfurt an der Oder, que melhorou a comunicação e facilitou o comércio para as empresas locais. Nos anos de 1864–1865, foi construída uma usina municipal de gás e o centro da cidade foi limpo, ampliando e pavimentando a área ao redor da prefeitura. Então, nos anos 1868–1870, ocorreu a construção de uma seção da conexão ferroviária Poznań — Frankfurt an der Oder que atravessava a cidade. Świebodzin teve uma participação financeira na construção, e o primeiro trem passou pela cidade em 22 de julho de 1870. Em 1879, foi fundado o Tribunal Regional em Świebodzin, que nas décadas seguintes foi o escritório mais importante da cidade. O final do século XIX é o momento de desenvolvimento e modernização da cidade. As autoridades construíram novos edifícios oficiais, e os proprietários privados reconstruíram casas de enxaimel no centro da cidade em edifícios modernos de dois andares com fachadas ricamente decoradas. A indústria desenvolveu-se dinamicamente na cidade. Nesse período, o desenvolvimento da cidade também foi influenciado por seu papel de entroncamento de transporte e ponto de parada dos viajantes. No início do século XX, foram realizadas grandes obras de pavimentação e calçadas ao longo das ruas. Em 1912, o abastecimento de água municipal foi modernizado.
Após a eclosão da Primeira Guerra Mundial, algumas fábricas foram convertidas para produção de guerra e os hospitais locais foram transformados em hospitais militares. A cidade foi evitada por hostilidades até a eclosão da Revolta na Grande Polônia em 1918. A mobilização eficiente dos guardas de fronteira, a atitude pró-alemã da maioria dos habitantes de Świebodzin e as fortes guarnições do exército alemão na área impediram que a cidade fosse capturada pelos insurgentes da Grande Polônia. O alcance mais distante da ofensiva polonesa foi Zbąszyń, cerca de 25 km a leste. A linha de demarcação estabelecida sob pressão do governo francês manteve a cidade nas fronteiras alemãs. Após o fim das hostilidades, Świebodzin entrou em um período de estagnação econômica, e o aumento do número de habitantes foi interrompido devido à migração para o oeste da Alemanha, o chamado Ostflucht (Fuga para o leste).
Durante a Segunda Guerra Mundial, ela permaneceu à margem do teatro principal dos eventos até 1945. Em janeiro de 1945, próximo de Świebodzin, as fortificações da Região Fortificada de Międzyrzecz foram derrubadas, mas a cidade escapou de danos mais graves. Świebodzin foi capturada na noite de 30 para 31 de janeiro de 1945 pelas tropas da Primeira Frente Bielorrussa, e o major Gaunow tornou-se o comandante da cidade. Em 28 de março de 1945 a administração polonesa assumiu o controle sobre a cidade.

### Na Polônia
A partir de fevereiro de 1945, a cidade estava localizada nos chamados Territórios Recuperados (o chamado III distrito administrativo — Pomerânia Ocidental). Em 25 de setembro de 1945, a cidade — como uma unidade administrativa do condado de Sulechów-Świebodzin — foi confiada à administração da voivodia de Poznań, e em 28 de junho de 1946, foi incorporada à voivodia de Poznań. Em 6 de julho de 1950, Świebodzin encontrava-se na recém-criada voivodia de Zielona Góra, à qual pertencia até 1975. Após a nova divisão administrativa do país, a cidade nos anos 1975–1998 pertenceu administrativamente à voivodia de Zielona Góra. Desde 1999, a cidade pertence à voivodia da Lubúsquia e é o centro administrativo do condado de Świebodzin. Em 2010, foram concluídas as obras de construção da Estátua do Cristo Rei.

## Demografia
Conforme os dados do Escritório Central de Estatística da Polônia (GUS) de 31 de dezembro de 2022, Świebodzin é uma cidade pequena com uma população de 21 035 habitantes (6.º lugar na voivodia da Lubúsquia e 202.º na Polônia), tem uma área de 16,93 km² (11.º lugar na voivodia da Lubúsquia e 369.º lugar na Polônia) e uma densidade populacional de 1 242,47 hab./km² (11.º lugar na voivodia da Lubúsquia e 223.º lugar na Polônia). Nos anos 2002–2021, o número de habitantes diminuiu 2,5%.
Os habitantes de Świebodzin constituem cerca de 38,07% da população do condado de Świebodzin, constituindo 2,15% da população da voivodia da Lubúsquia.
| Descrição                         | Total      | Total     | Mulheres   | Mulheres  | Homens     | Homens    |
| --------------------------------- | ---------- | --------- | ---------- | --------- | ---------- | --------- |
| unidade                           | habitantes | %         | habitantes | %         | habitantes | %         |
| população                         | 21 035     | 100       | 11 033     | 52,5      | 10 002     | 47,5      |
| superfície                        | 16,93 km²  | 16,93 km² | 16,93 km²  | 16,93 km² | 16,93 km²  | 16,93 km² |
| densidade populacional (hab./km²) | 1 242,47   | 1 242,47  | 652,30     | 652,30    | 590,17     | 590,17    |

- Tabela mostrando o número de habitantes de Świebodzin nos anos 1787–2019:[51][52]

## Clima
Conforme a classificação climática de Köppen-Geiger, Świebodzin situa-se na zona Cfb − clima temperado oceânico. Na cidade de Świebodzin, a temperatura média anual é de 10,0° C. Nesta área, a precipitação média anual é de 674 mm. Está localizada no Hemisfério Norte. Os meses de verão são: junho, julho, agosto, setembro. O mês mais seco é abril, com 41 mm de precipitação. O mês mais quente do ano é julho, com temperatura média de 20,0 °C. A temperatura média mais baixa do ano ocorre em janeiro e é de aproximadamente -0,2 °C.
A diferença de precipitação entre o mês mais seco e o mais úmido é de 46 mm. A variação de temperatura durante o ano é de 20,3 °C. O mês com a maior umidade relativa é novembro (85%). O mês com a menor umidade relativa é junho (62%). O mês com o maior número de dias de chuva é julho (10 dias). O mês com o menor número é fevereiro (7 dias).
| Dados climatológicos para Świebodzin | Dados climatológicos para Świebodzin | Dados climatológicos para Świebodzin | Dados climatológicos para Świebodzin | Dados climatológicos para Świebodzin | Dados climatológicos para Świebodzin | Dados climatológicos para Świebodzin | Dados climatológicos para Świebodzin | Dados climatológicos para Świebodzin | Dados climatológicos para Świebodzin | Dados climatológicos para Świebodzin | Dados climatológicos para Świebodzin | Dados climatológicos para Świebodzin | Dados climatológicos para Świebodzin |
| Mês | Jan                                  | Fev                                  | Mar                                  | Abr                                  | Mai                                  | Jun                                  | Jul                                  | Ago                                  | Set                                  | Out                                  | Nov                                  | Dez                                  | Ano                                  |
| --- | ------------------------------------ | ------------------------------------ | ------------------------------------ | ------------------------------------ | ------------------------------------ | ------------------------------------ | ------------------------------------ | ------------------------------------ | ------------------------------------ | ------------------------------------ | ------------------------------------ | ------------------------------------ | ------------------------------------ |
| Temperatura máxima média (°C) | 2,1                                  | 3,8                                  | 8,0                                  | 14,4                                 | 19,3                                 | 22,5                                 | 24,2                                 | 24,0                                 | 19,4                                 | 13,5                                 | 7,7                                  | 3,7                                  | 13,6                                 |
| Temperatura média (°C) | −0,2                                 | 0,8                                  | 4,1                                  | 9,7                                  | 14,7                                 | 18,2                                 | 20,0                                 | 19,7                                 | 15,3                                 | 10,2                                 | 5,3                                  | 1,7                                  | 10,0                                 |
| Temperatura mínima média (°C) | −2,6                                 | −2,1                                 | 0,4                                  | 4,6                                  | 9,6                                  | 13,1                                 | 15,4                                 | 15,1                                 | 11,2                                 | 7,0                                  | 2,9                                  | −0,3                                 | 6,0                                  |
| Precipitação (mm) | 53                                   | 41                                   | 53                                   | 41                                   | 61                                   | 66                                   | 87                                   | 70                                   | 55                                   | 48                                   | 48                                   | 51                                   | 674                                  |
| Dias com chuva | 9                                    | 7                                    | 9                                    | 7                                    | 8                                    | 8                                    | 10                                   | 8                                    | 7                                    | 7                                    | 7                                    | 9                                    | 96                                   |
| Umidade relativa (%) | 83                                   | 81                                   | 76                                   | 66                                   | 63                                   | 62                                   | 64                                   | 65                                   | 71                                   | 79                                   | 85                                   | 84                                   | 73,3                                 |
| Insolação (h) | 2,7                                  | 3,8                                  | 5,5                                  | 8,9                                  | 10,3                                 | 11,1                                 | 11,1                                 | 10,2                                 | 7,5                                  | 5,0                                  | 3,4                                  | 2,6                                  | 82,1                                 |
| Fonte: Climate-Data.org Dados: 1991−2021: temperatura mínima (°C), temperatura máxima (°C), precipitação (mm), umidade, dias chuvosos. Dados: 1999−2019: horas de sol |                                      |                                      |                                      |                                      |                                      |                                      |                                      |                                      |                                      |                                      |                                      |                                      |                                      |

## Monumentos históricos
Estão inscritos no registro provincial de monumentos::
- Complexo urbano e paisagístico

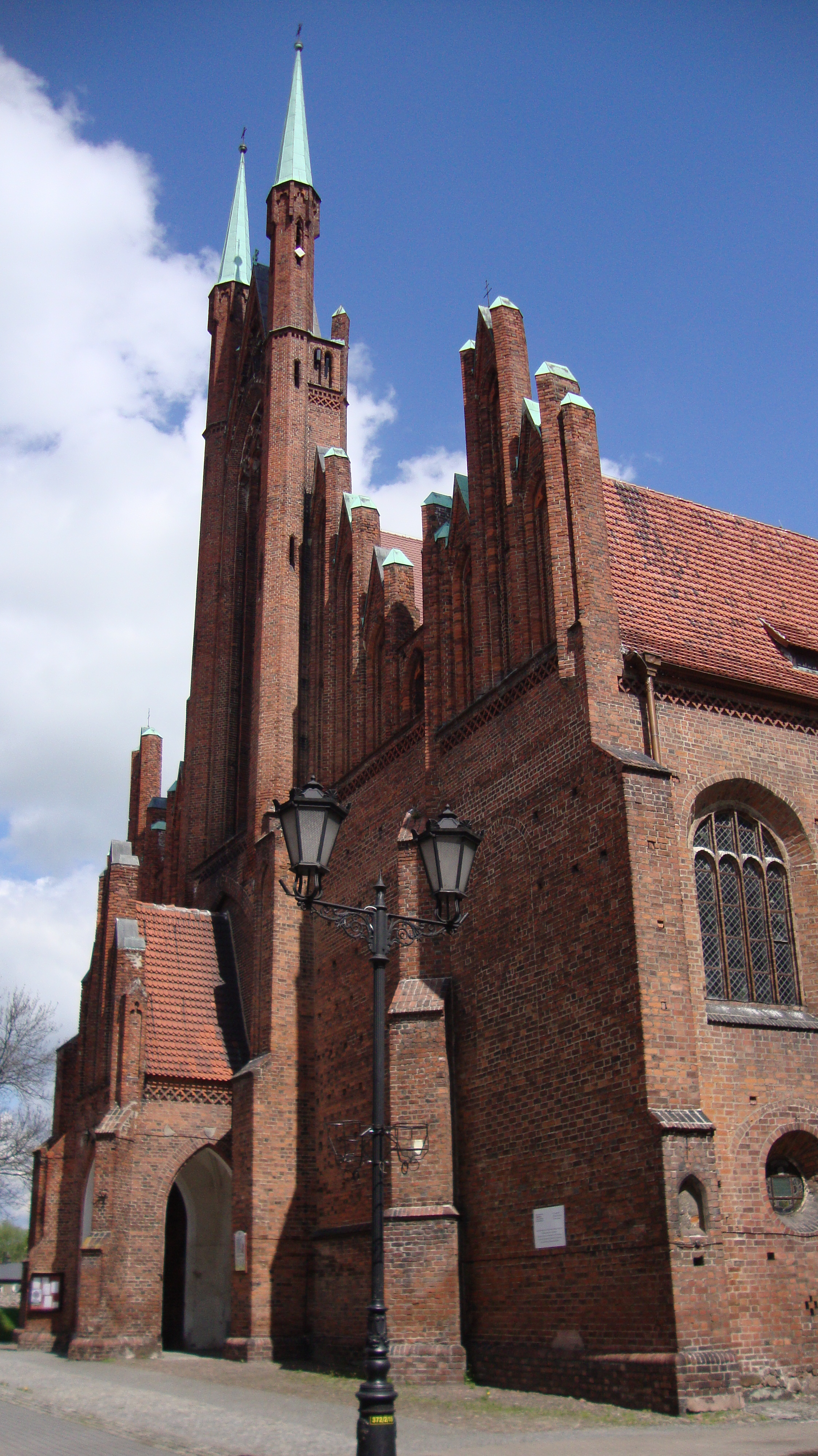
Igreja gótica de São Miguel Arcanjo

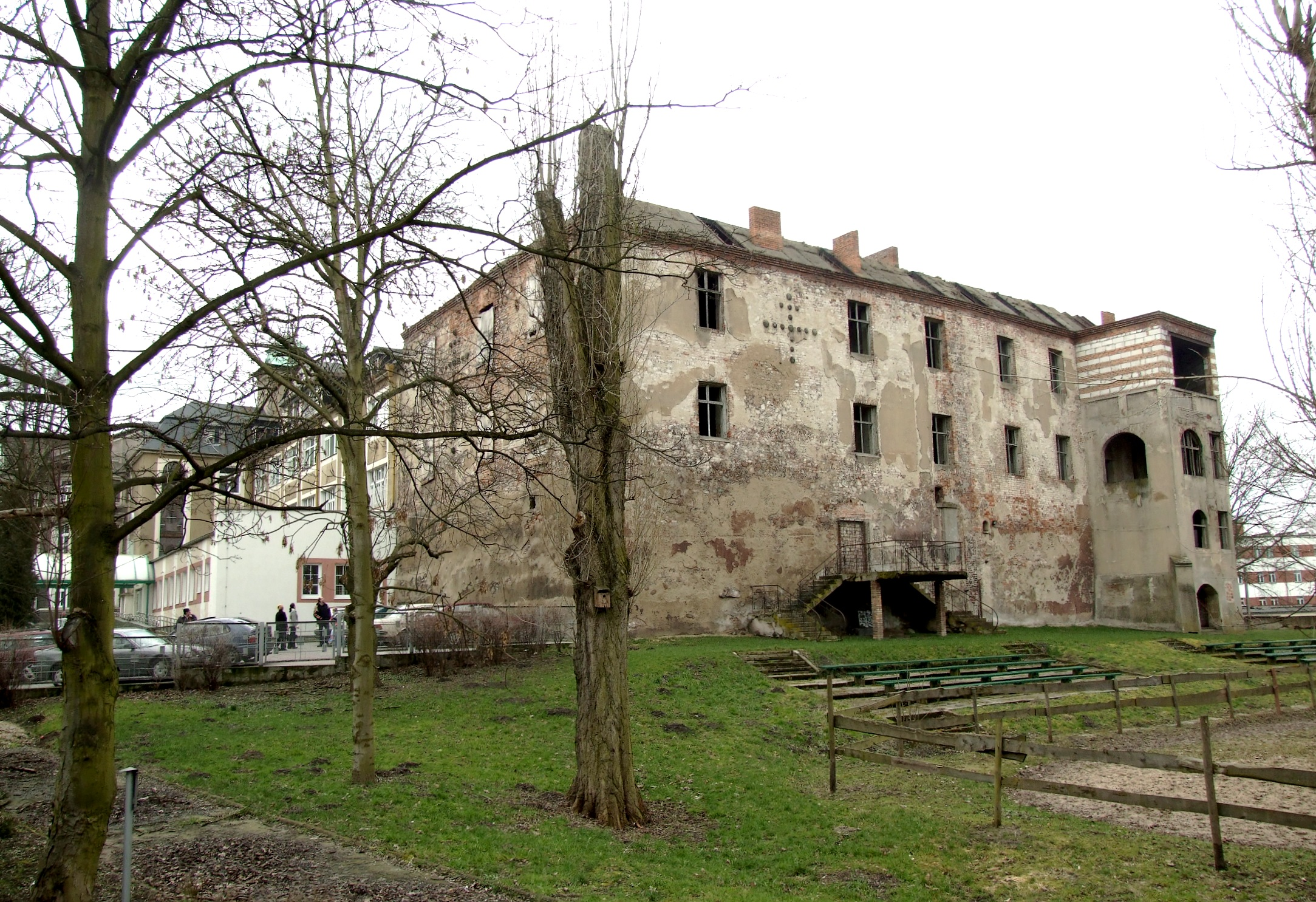
Castelo dos Cavaleiros Hospitalários do século XVI, agora hospital (parede oriental)

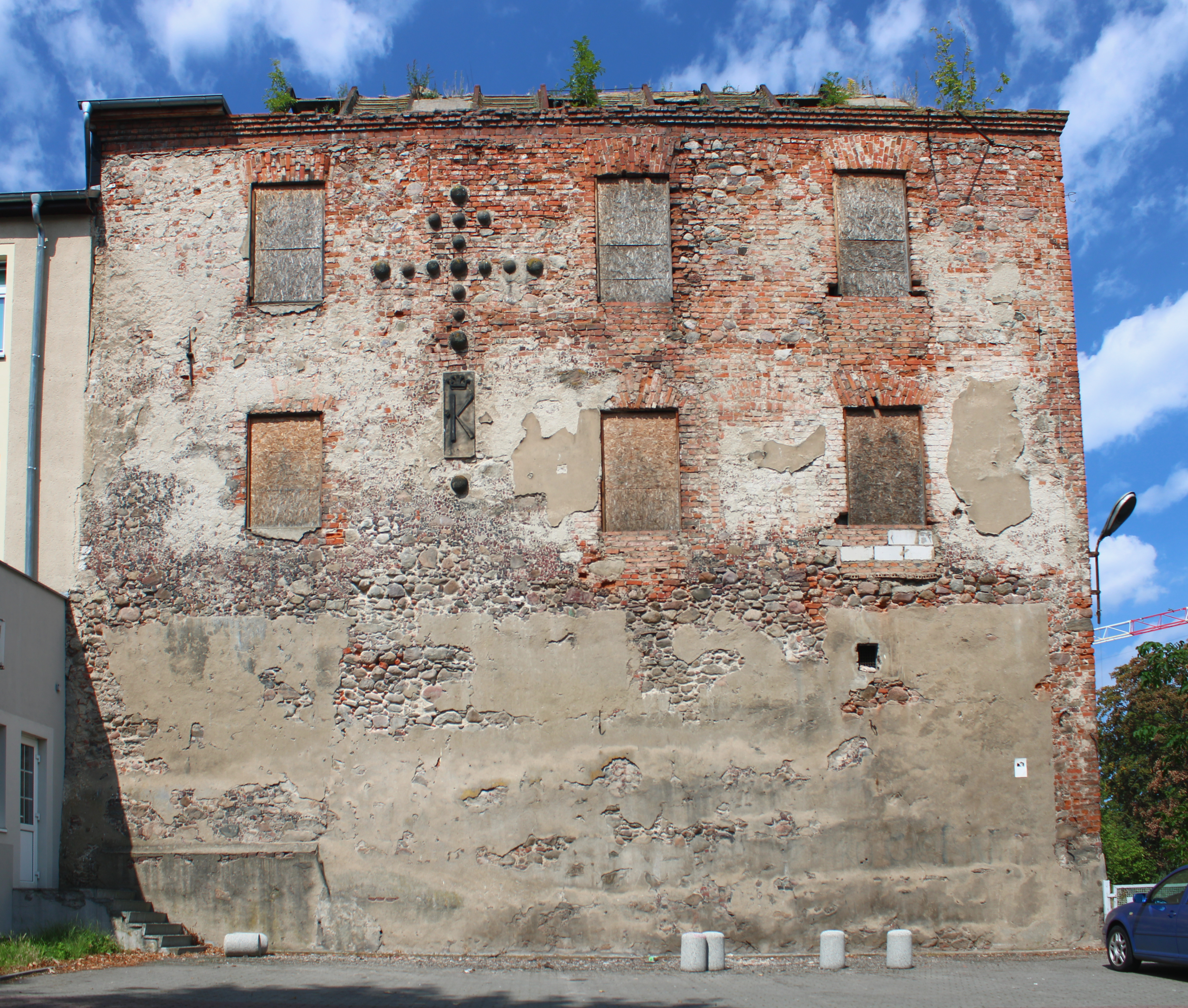
Castelo (detalhe)

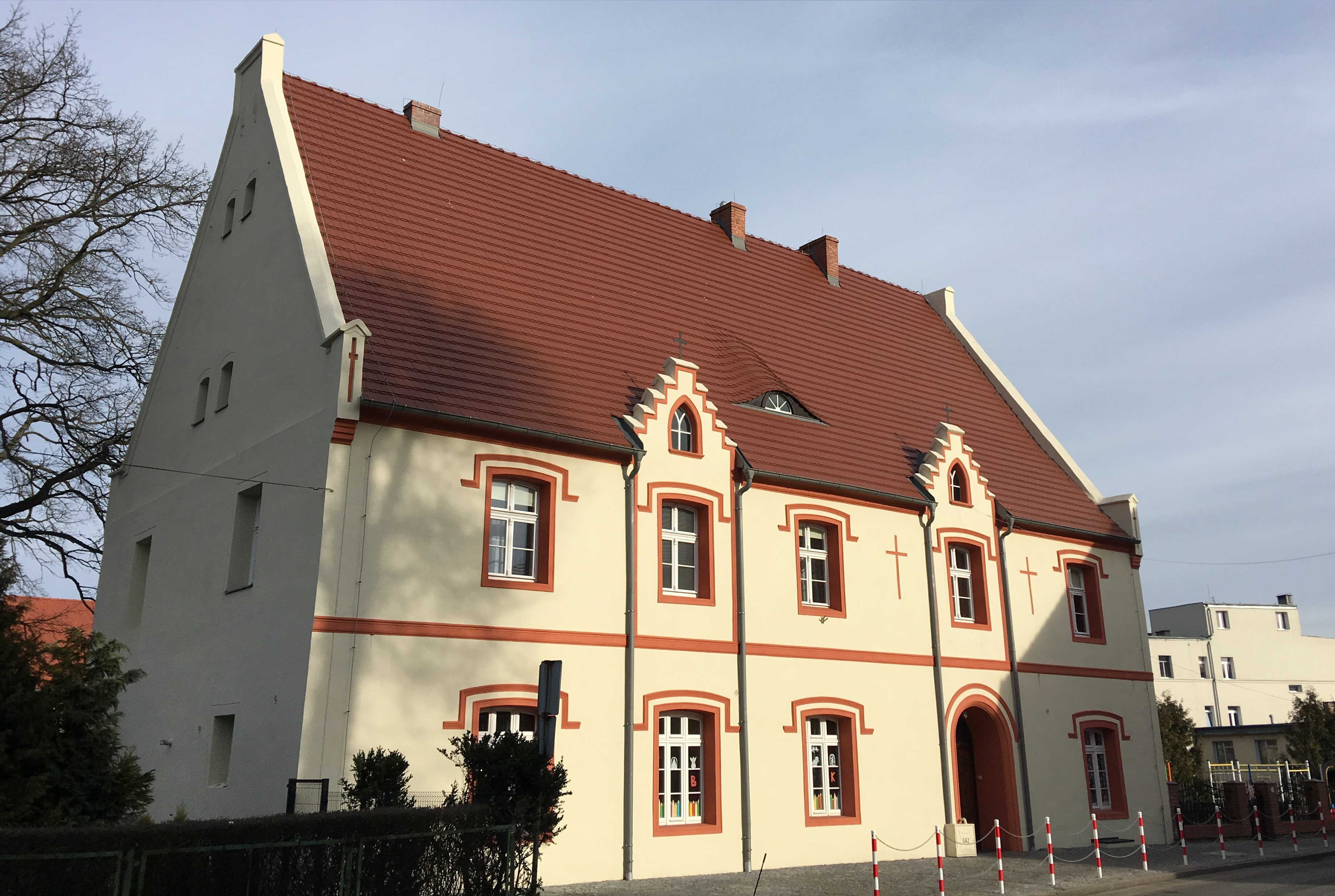
Escola paroquial — vista externa

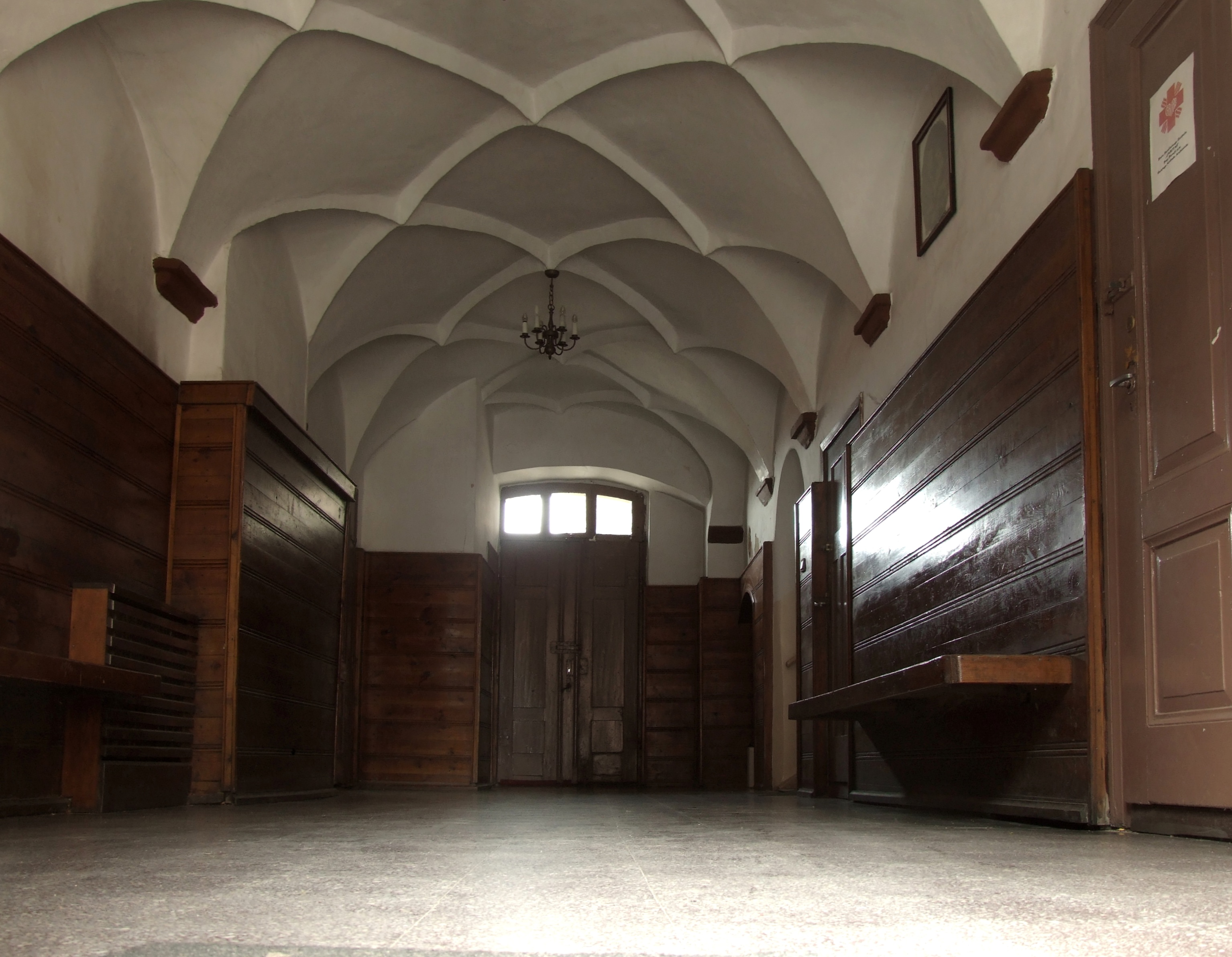
Interior da escola paroquial

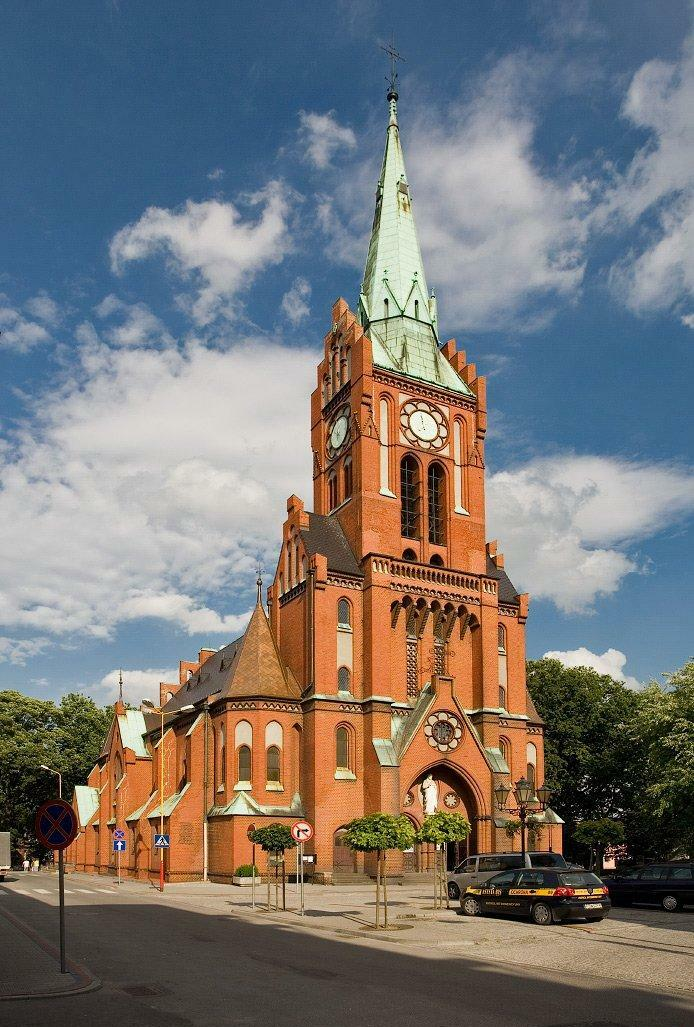
Igreja da Bem-Aventurada Virgem Maria, Rainha da Polônia

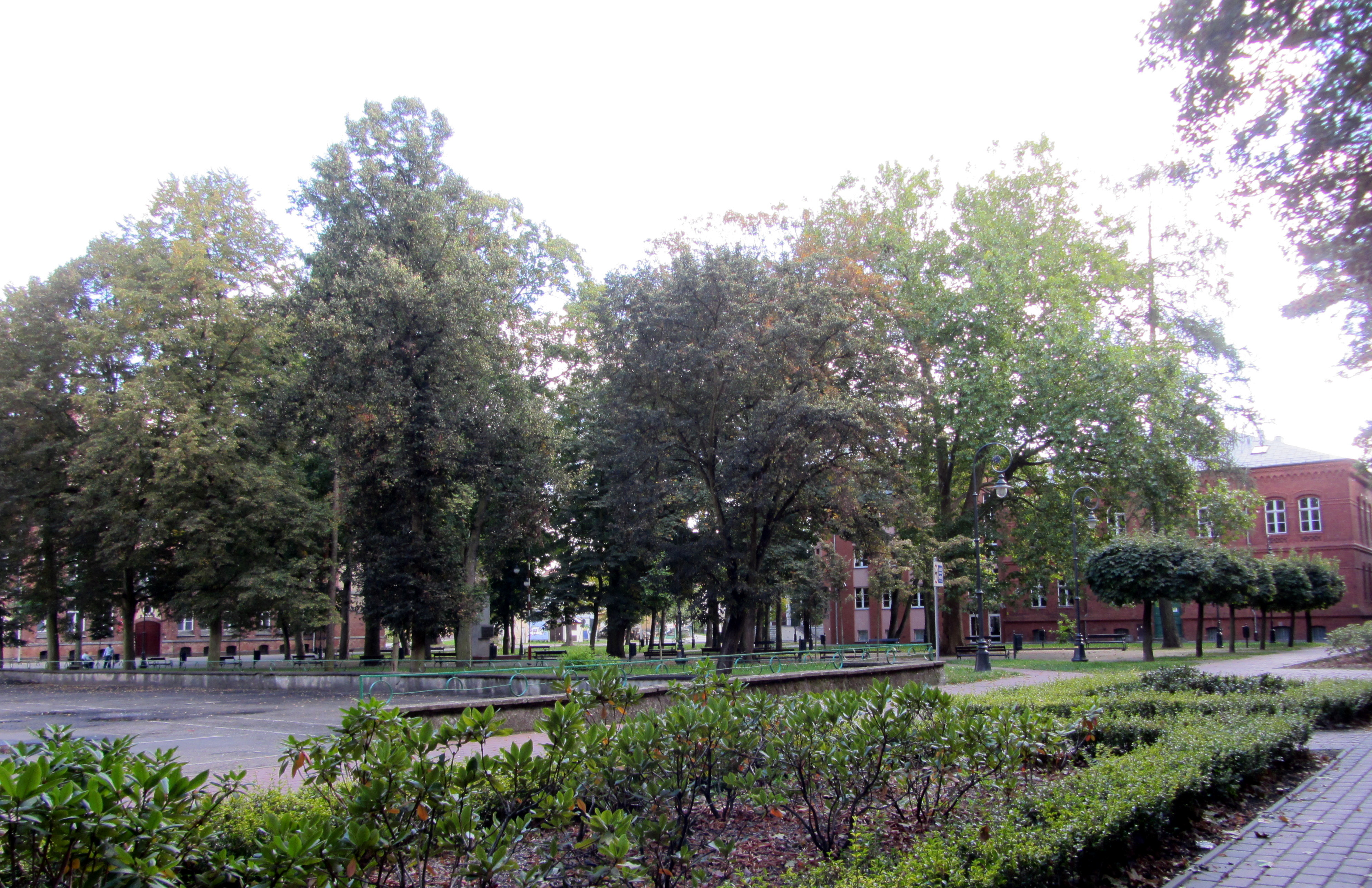
Świebodzin, Parque Chopin

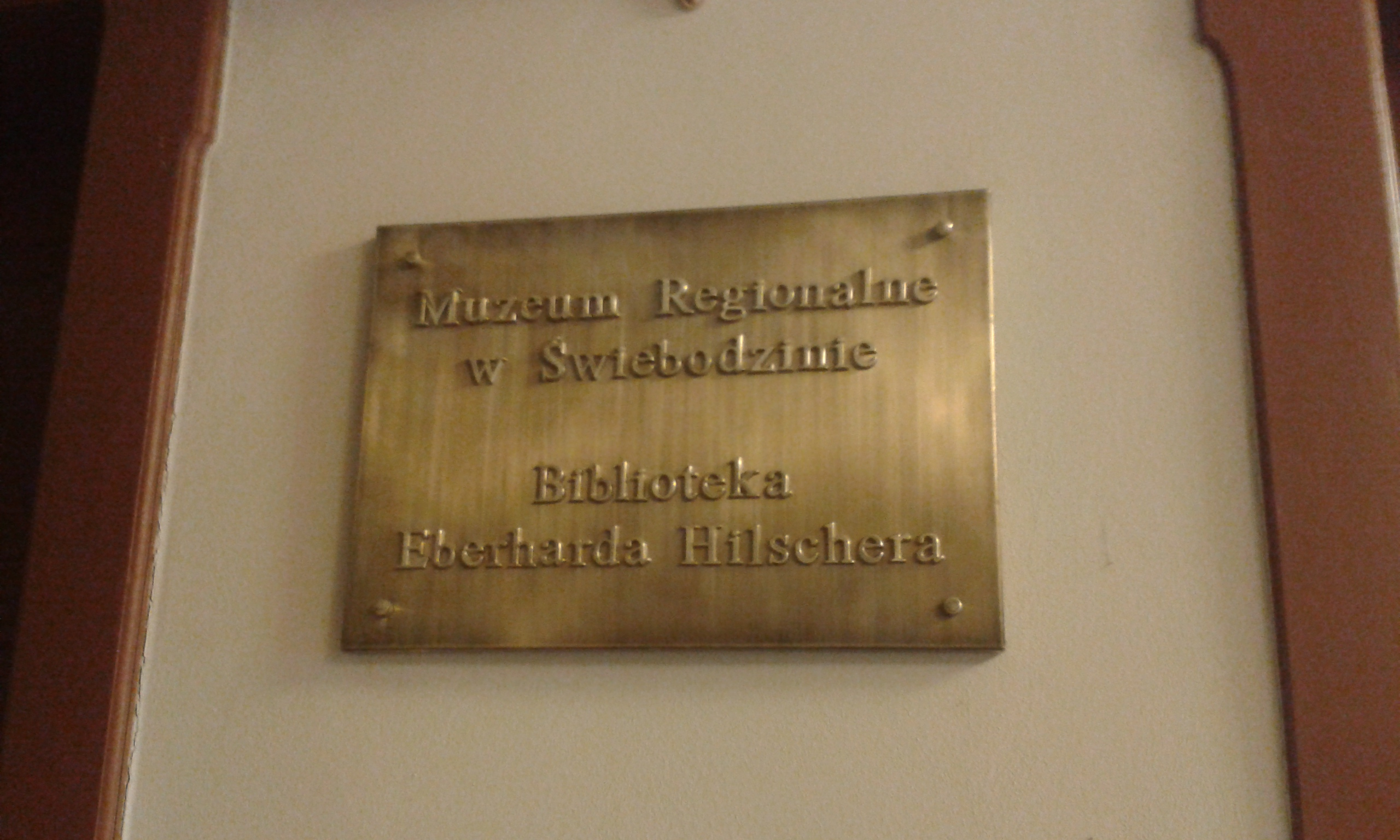
Placa pendurada antes de entrar na biblioteca Eberhard Hilscher

- Igreja paroquial de São Miguel Arcanjo, gótico tardio do século XV, reconstruída em 1541, séculos XVII-XIX; as primeiras menções à igreja, provavelmente de madeira na época, datam de 1311. O núcleo do atual templo gótico foi construído na primeira metade do século XV. Após um incêndio em 1541, o edifício de três naves foi ampliado, acrescentando uma quarta nave e uma fileira de capelas. O interior era coberto por uma impressionante abóbada de berço, com uma abóbada de combados nas capelas e uma rara abóbada de cristal. Nos anos 1850–1858, o templo foi reconstruído conforme o projeto de Alexis Langer de Breslávia. Foi construído um alpendre neogótico, a fachada poente foi coroada por uma imponente empena com dois coruchéus. No interior, foram preservados valiosos acessórios: o tríptico gótico tardio de Santa Ana no altar principal e a Crucificação e o altar rococó da Virgem Maria. A igreja também se distingue pelo fato de ser mais larga do que mais longa.
- Castelo dos Cavaleiros Hospitalários do século XVI, hoje hospital, reconstruído nos séculos XVII e XIX; até hoje, há um remanescente mais antigo da faixa sudeste. As origens do edifício remontam ao século XIV. Naquela época, provavelmente era uma pequena fortaleza de madeira ou parcialmente de tijolos. No século XV, o castelo foi temporariamente governado pelos Cavaleiros Hospitalários de Brandemburgo. Inicialmente, tinha uma forma de ferradura com uma ala residencial. Durante o Renascimento, o castelo foi ampliado com a adição de mais duas alas. Como resultado do desenvolvimento do pátio externo com uma série de casas, foi criado um segundo pátio. O desenho do século XVIII mostra uma clara divisão em castelo superior e inferior. O edifício foi cercado por uma muralha e um fosso com uma ponte levadiça para o lado da cidade. Por muitos séculos, o castelo foi a sede dos comandantes e starostas do distrito, entre os quais os representantes da família von Knobelsdorff estavam entre os mais ilustres da cidade. A partir de 1699, o castelo foi ocupado pelos cistercienses de Trzebnica como penhor, sendo provavelmente dessa época as cruzes feitas de balas de canhão embutidas na fachada do castelo. Em 1868, os terrenos do castelo tornaram-se propriedade da cidade. Em 1898, as autoridades da cidade entregaram o edifício às Irmãs da Caridade de São Carlos Borromeu, que aqui organizaram um hospital, uma escola católica e um jardim de infância. Graças ao esforço das freiras, em 1934 foram erguidas novas alas do hospital, ligadas por um edifício anexo ao antigo castelo. Desde 1946, o castelo e complexo hospitalar é utilizado pelo Sanatório de Reabilitação e Ortopedia (atualmente: Lubuskie Centrum Orthopedii), que tem uma boa reputação no país. As paredes do antigo castelo são visíveis na ala sudeste do complexo do sanatório
- Muralhas defensivas, do início do século XIV; fragmentos das muralhas da cidade dos séculos XIV a XVI, três torres da cerca e fragmentos dos restos do fosso sobreviveram. As fortificações da cidade começaram a ser erguidas no final do século XIV, primeiro em pedra de campo, depois em tijolos. No final do século XVI, toda a cidade era cercada por muralhas com doze torres e três portões de entrada. A partir do século XVIII, quando as fortificações começaram a perder o seu significado militar, iniciou-se a sua derrubada. Primeiro, o fosso foi drenado, depois as muralhas defensivas foram demolidas e o material de construção foi usado para erguer novos edifícios
- Torre de Pedra, do início do século XIV
- Prefeitura do século XVI, reconstruída no final do século XIX; abriga o Museu Regional e a Biblioteca Eberhard Hilscher, que abriga uma grande coleção de livros e recordações de escritores. A prefeitura foi construída no final do século XIV no ponto central da praça do mercado. Originalmente era um edifício de dois vãos, provavelmente de madeira. Durante o grande incêndio da cidade em 1541, foi destruída e reconstruída na forma de um edifício de três andares, dois andares e duas torres. No século XIX foi reconstruída: Em 1827 uma das torres — a norte — foi demolida. A fachada foi desenhada em formas historicista remetendo ao gótico e renascentista, a torre foi encimada por uma ameia. Nas caves conservam-se os elementos mais antigos — abóbadas de berço de pedra e abóbadas de tijolo: abóbadas em cruzaria e em forma de estrela, presentes também em várias salas do rés-do-chão da Prefeitura. Todos os dias, depois do meio-dia, o toque da corneta de Świebodzin, criado na década de 1970 por Edmund Wilgocki, o primeiro diretor da escola de música, é tocado na torre da prefeitura.[56]
- Escola paroquial, rua Szpitalna 1, século XVI, foi reconstruída no início do século XVII, século XIX; a escola paroquial funcionou pelo menos desde o século XIV. Estava localizada próxima à igreja, possivelmente no mesmo local onde se encontra o prédio atual. Conforme os documentos históricos existentes, foi construída em 1604 no local de uma de madeira. No entanto, algumas delas dão motivos para acreditar que a escola em Świebodzin já estava emparedada pelo menos na primeira metade do século XVI. Provavelmente era um edifício com proporções decididamente esbeltas e empenas escalonadas. Restos de abóbadas góticas tardias, provavelmente presentes em todas as salas, também sobreviveram no salão. A aparência atual do edifício foi moldada durante uma reconstrução completa realizada na segunda metade do século XIX
- Complexo arquitetônico no Parque Chopin:
  - Igreja evangélica, atualmente uma igreja paroquial católica dedicada à Bem-Aventurada Virgem Maria, Rainha da Polônia, neogótico de 1898 a 1900, anteriormente protestante. Foi erguida nos anos 1898–1900 como uma igreja evangélica no local de duas congregações anteriores dos séculos XVII e XVIII. A primeira igreja neste local foi construída pelos protestantes em 1694. Devido a defeitos estruturais, teve que ser demolida. A próxima foi erguida em 1747 em uma estrutura de enxaimel. Quando esta foi destruída, a atual foi colocada. É um edifício neogótico, o interior também é projetado neste estilo. Em 1946, foi assumida pela paróquia católica
  - Progimnazjum, agora uma escola, a partir de 1876
  - Escola para meninas, agora de ensino médio, de 1869
  - Tribunal e prisão, de 1879
- Casas dos séculos XVIII, XIX e XX, a cidade até o século XVIII tinha principalmente construções de madeira. Os edifícios residenciais preservados mais antigos são do final do século XVIII — nas ruas Wiejska e Kościelna. A maioria dos edifícios da cidade foram construídos nos séculos XIX e XX, muitas vezes com arquitetura eclética e Art Nouveau. Os conjuntos residenciais mais interessantes com detalhes variados e ricos estão localizados na rua Piłsudskiego, praça Wolności, praça Jana Pawła II, 1 Maja, Sukiennicza. Nos subúrbios, magníficas mansões sobreviveram, por exemplo, na rua Łęgowska — a sede da antiga família de fábricas Rothe-Rimpler, na rua Łużycka, a chamada mansão Sallet
  - Casa, rua Kościelna 6, 7, 12, 13, do final dos séculos XVIII/XIX/XX
  - Casa, rua Wiejska 1, do final do século XVIII
  - Casas, rua Piłsudskiego 1-40, 45, dos séculos XIX/XX
  - Casa, rua 1 Maja 1, 2, 3 do final do século XVIII, 5, 10, 11, 12, 13, 17, 21
  - Casas rua Sukiennicza 1, 2, 4, 3, 8, 9, 10, 48, 50, 52, 56, do final do século XVIII; 6, 20, 43, 44, 47, 49, séculos XIX/XX
- Casas, rua Łęgowska 1 e 2, do final do século XIX
- Complexo arquitetônico e urbano praça Browarnianego, casas, praça Browarniany n.º 3, 4, do final do século XIX, n.º 20, do início do século XX
- Casas, rua Głogowska 1, 2, 3, 4, 6, a partir do final do século XVIII, n.º 7, 8, 9, 10, 11, 12, 13, 17, 19, 20, 24, 25, 31, a partir dos séculos XIX/XX
- Casas, praça Jana Pawła II 3, 5, 7, 9, 10, 11, 12, 13, 20, 21, 24, 25, 26, 27, 28, dos séculos XIX/XX
- Casas, rua Kilińskiego 1, 3, 7, 11, 12, 18, do século XIX / século XX
- Casa, rua Młyńska 1, do final do século XVIII
- Casas, rua Studencka 3, 3a, 4, 5, 6, 7, 39, dos séculos XIX/XX
- Casa, rua 30 Stycznia 9, a partir do final do século XVIII
- Casa, rua Szpitalna 5, enxaimel, de meados do século XIX
- Casas, rua Zacódnia 4, 5, 82, 83
- Casas, rua Wałowa 6, 7, 8, 15, 16, 17 em enxaimel do final do século XVIII; 18, 20, 21, 24, 25/26, 28, 38, 39, 40, 42, 43, 43a, 44, séculos XIX/XX.

Outros monumentos:
- Cemitério judeu
- Capela de São João Nepomuceno, do século XVIII. Foi erguida no século XVIII na rua Sukiennicza. Tem uma forma barroca típica — originalmente São João Nepomuceno — o santo padroeiro dos viajantes, pontes e travessias, e o protetor da vida familiar.

## Atrações turísticas

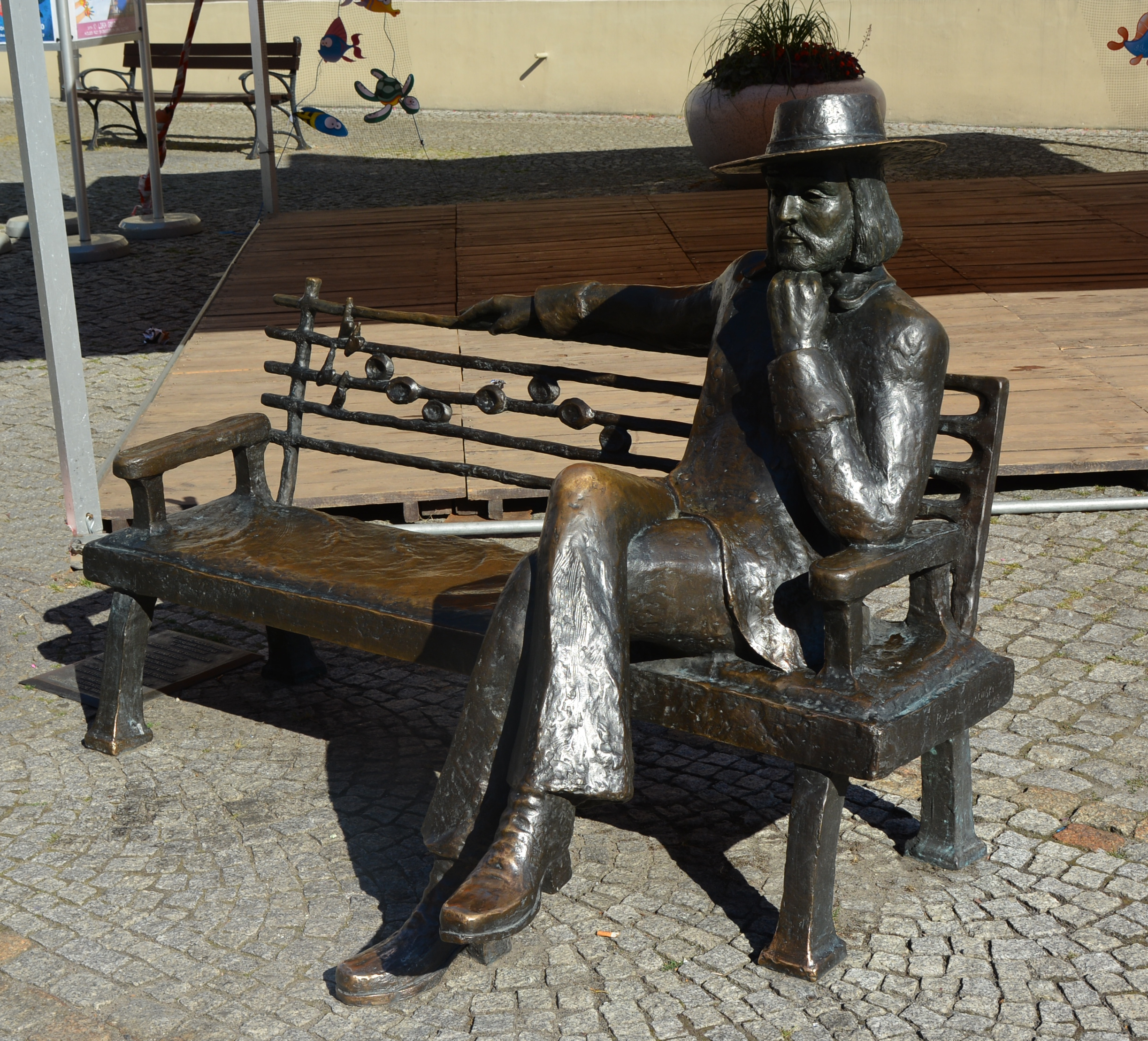
Banco de praça Czesław Niemen

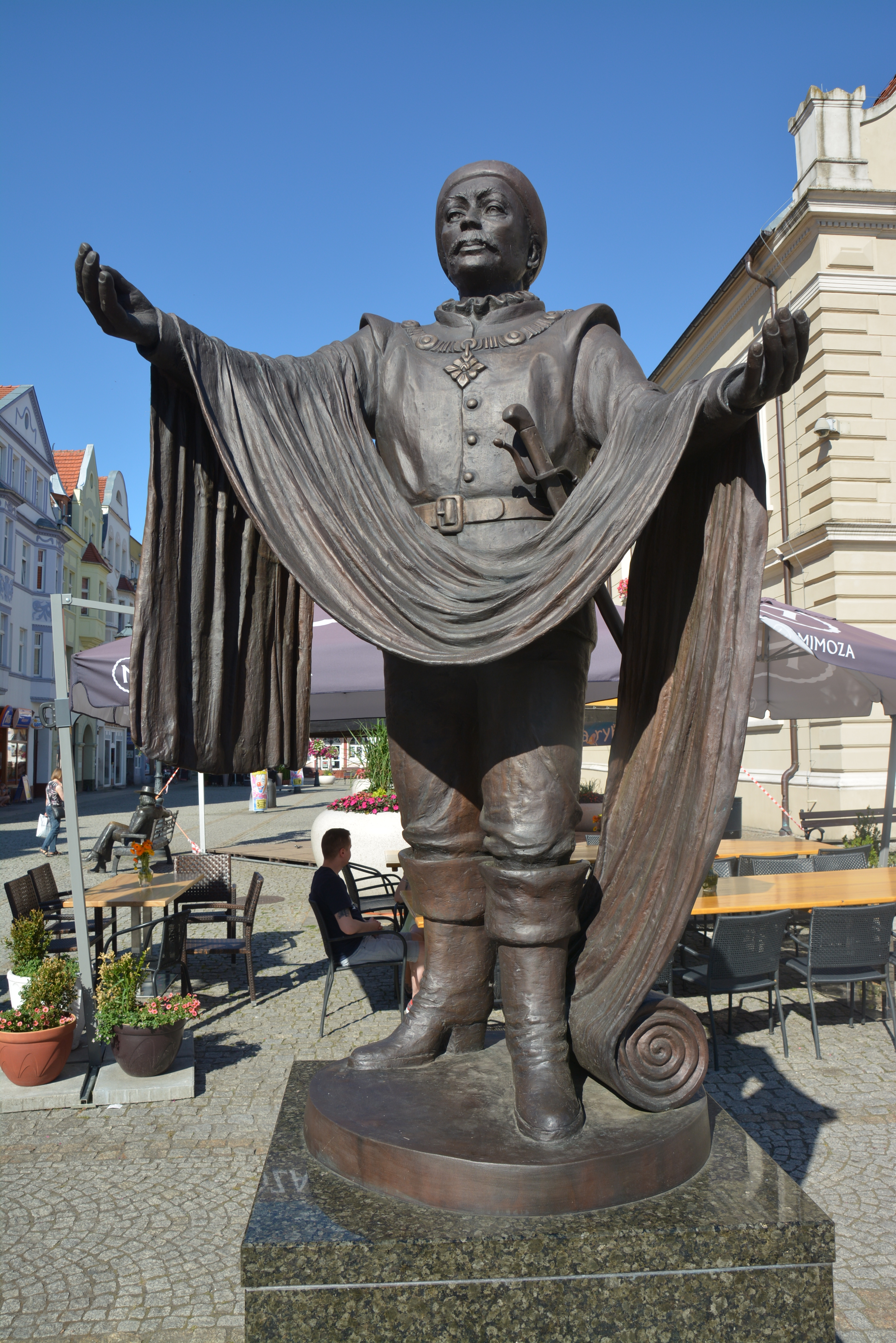
Monumento a Swiebodziński Sukiennik

- Estátua de Jesus Cristo, Rei do Universo — em 2001, o pároco da Divina Misericórdia, Pe. Sylwester Zawadzki iniciou as atividades voltadas para a construção de uma estátua do Cristo Rei em Świebodzin, cujo tamanho seria semelhante ao da Estátua do Cristo Redentor no Rio de Janeiro. As primeiras partes do monumento foram instaladas em agosto de 2007 e toda a construção foi concluída em 6 de novembro de 2010. O monumento, desenhado por Mirosław Patecki, está colocado sobre um monte de 16 m de altura, a estátua tem 33 m de altura (sem a coroa) e os braços têm 25 m de largura.[57]
- Banco de praça Czesław Niemen — em 20 de junho de 2009, o banco de Czesław Niemen foi inaugurado.[58] O banco foi criado por iniciativa da Associação Memorial Czesław Niemen e com a grande ajuda das autoridades locais: o prefeito da cidade, Dariusz Bekisz, e o astro do condado de Świebodzin, Zbigniew Szumski. Devido aos laços familiares, o artista estava intimamente ligado à cidade; fez também um concerto, cuja renda doou para a construção da piscina municipal.
- Santuário da Divina Misericórdia em Świebodzin

## Economia
- KOIMEX S.A. — empresa do setor de transporte e expedição
- Euro-Box Sp. z o.o. (fabricante de caixas metálicas)
- Seco/Warwick S.A. (a empresa assumiu as antigas fábricas “Elterma”) — o grupo Seco/Warwick é líder mundial na produção de fornos industriais e equipamentos de tratamento térmico
- Mercord Sp. z o.o. — é um dos principais produtores de roupas de proteção na Polônia
- PHU Instal+ — serviços de engenharia de energia, venda e montagem de quadros, armários e conectores de medição de cabos.
- O setor comercial constitui uma parte significativa da economia da cidade. Em Świebodzin, existem: 10 supermercados, 3 Biedronka, Lidl, 3 Netto, Intermarché, 3 Dino, uma dezena de outras lojas de cadeias de retalhos: Mrówka DIY store; lojas: NeoNet, MediaExpert.
- Recaro – uma empresa global conhecida pela produção de cadeirinhas para crianças.

## Transportes

### Transporte rodoviário
As seguintes estradas nacionais e provinciais se cruzam na cidade:
| Estrada                    | Rota                                                                                                   |
| -------------------------- | --- |
| Via expressa n.º S3 (E65)  | Świnoujście — Goleniów — Szczecin — Gorzów Wielkopolski — Świebodzin — Zielona Góra — Legnica — Bolków |
| Estrada nacional n.º 92    | Rzepin — Świebodzin — Pniewy — Poznań — Września — Konin — Kutno — Łowicz — Sochaczew — Varsóvia       |
| Estrada provincial n.º 276 | Świebodzin — Skąpe — Szklarka Radnicka — Krosno Odrzańskie                                             |
| Estrada provincial n.º 303 | Świebodzin — Babimost — Powodowo                                                                       |

Nos tempos da República Popular da Polônia, até 1985, as estradas estaduais n.º 45, um trecho da estrada internacional E8 e n.º 46, parte da rota E14 atravessavam a cidade. Na década de 1970 foi colocado em uso o desvio norte da cidade, para o qual foi transferida a artéria E8.
Durante o período comunista, a função da rodoviária era inicialmente desempenhada por um ponto de ônibus na praça Obrońców Pokoju, em frente à Prefeitura. Mais tarde foi transferida para a praça Wolności ao lado do quartel dos bombeiros; a sala de espera ficava no andar térreo do prédio. No início da década de 1970, foi construída a atual estação PKS. O transporte de ônibus na cidade e todo o condado é fornecido pela PKS Zielona Góra.

### Transporte ferroviário
Existe uma estação ferroviária em Świebodzin, através da qual passa a linha ferroviária n.º 3 Varsóvia Ocidental — Kunowice e onde termina a linha ferroviária fechada n.º 384 de Sulechów.

## Educação
Em Świebodzin existem:
- Escola primária

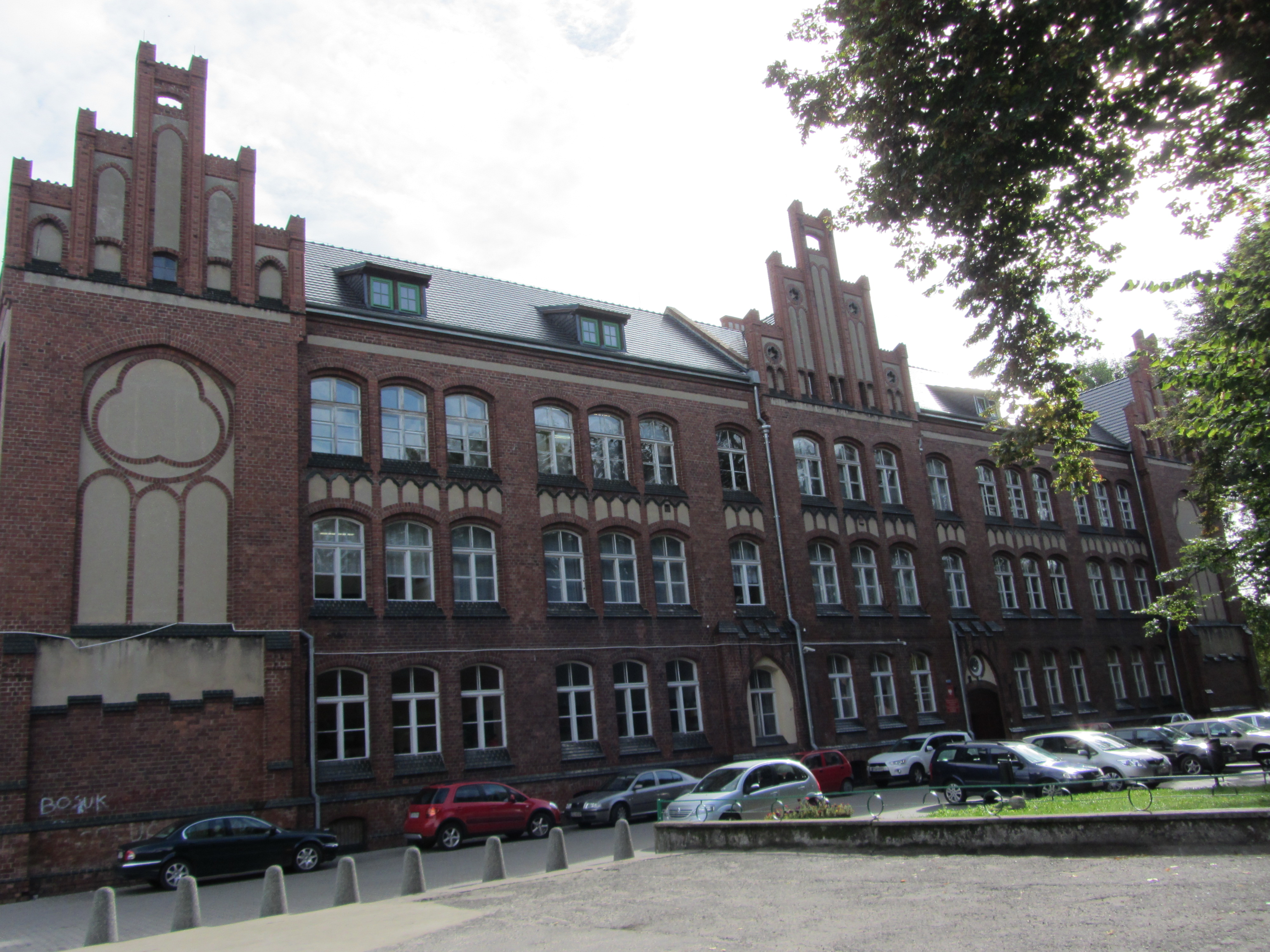
Escola de ensino médio Henryk Sienkiewicz, uma antiga escola para meninas de 1869

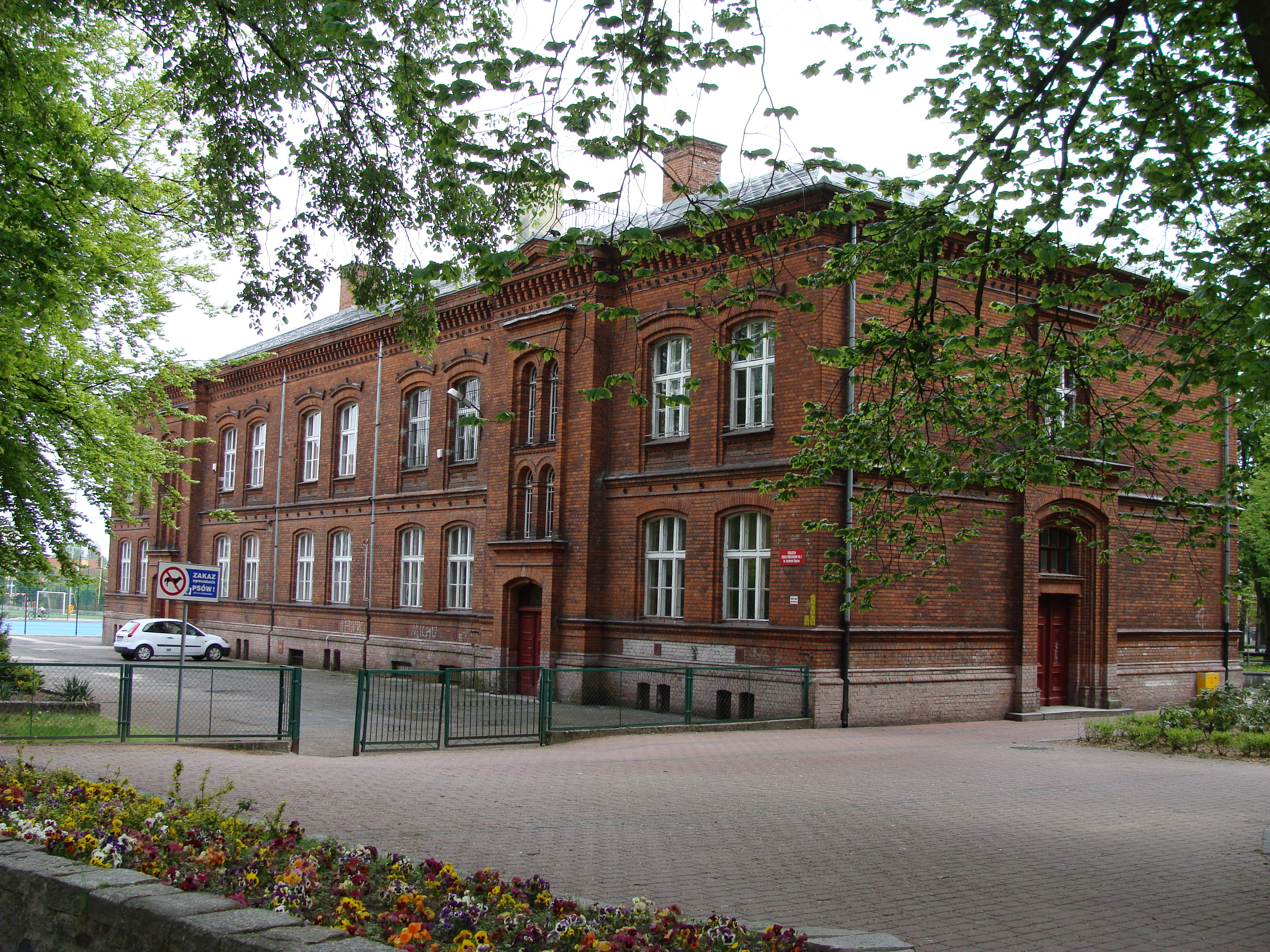
Escola primária n.º 2 Fryderyk Chopin, antiga escola secundária de 1876

  - Escola primária n.º 1 Nicolau Copérnico
  - Escola primária pública n.º 2 Frederic Chopin
  - Escola primária n.º 3 Czesław Niemen
  - Escola primária n.º 6 Kornel Makuszyński
  - Escola primária n.º 7 Janusz Korczak
  - Escola primária social
- Escolas secundárias
  - Escola de ensino médio Henryk Sienkiewicz
  - Complexo escolar do condado em Świebodzin
- Escolas especiais
  - Escola especial e Centro Educacional Lech Wierusz

## Meios de comunicação

### Televisão e internet
De janeiro de 2012 a 26 de fevereiro de 2016, a televisão local HTŚ Świebodzin operou na cidade. O programa HTŚ estava disponível tanto via rede a cabo quanto na Internet.

### Imprensa
Jornais:
- Dzień Za Dniem
- Tygodniowa
- Lokalna

Portais de internet:
- Gazeta Świebodzińska[64]
- Radio Świebodzin[65]

## Organizações sociais
A Associação Świebodzin de Kresovians, que reúne pessoas de origem fronteiriça e que cultivam a memória das Fronteiras Orientais, opera em Świebodzin.

## Comunidades religiosas
Igreja Adventista do Sétimo Dia:
- Igreja em Świebodzin[66]

Igreja Cristã “Jesus vive”:
- Igreja em Świebodzin[67]

Igreja Católica de Rito Latino:

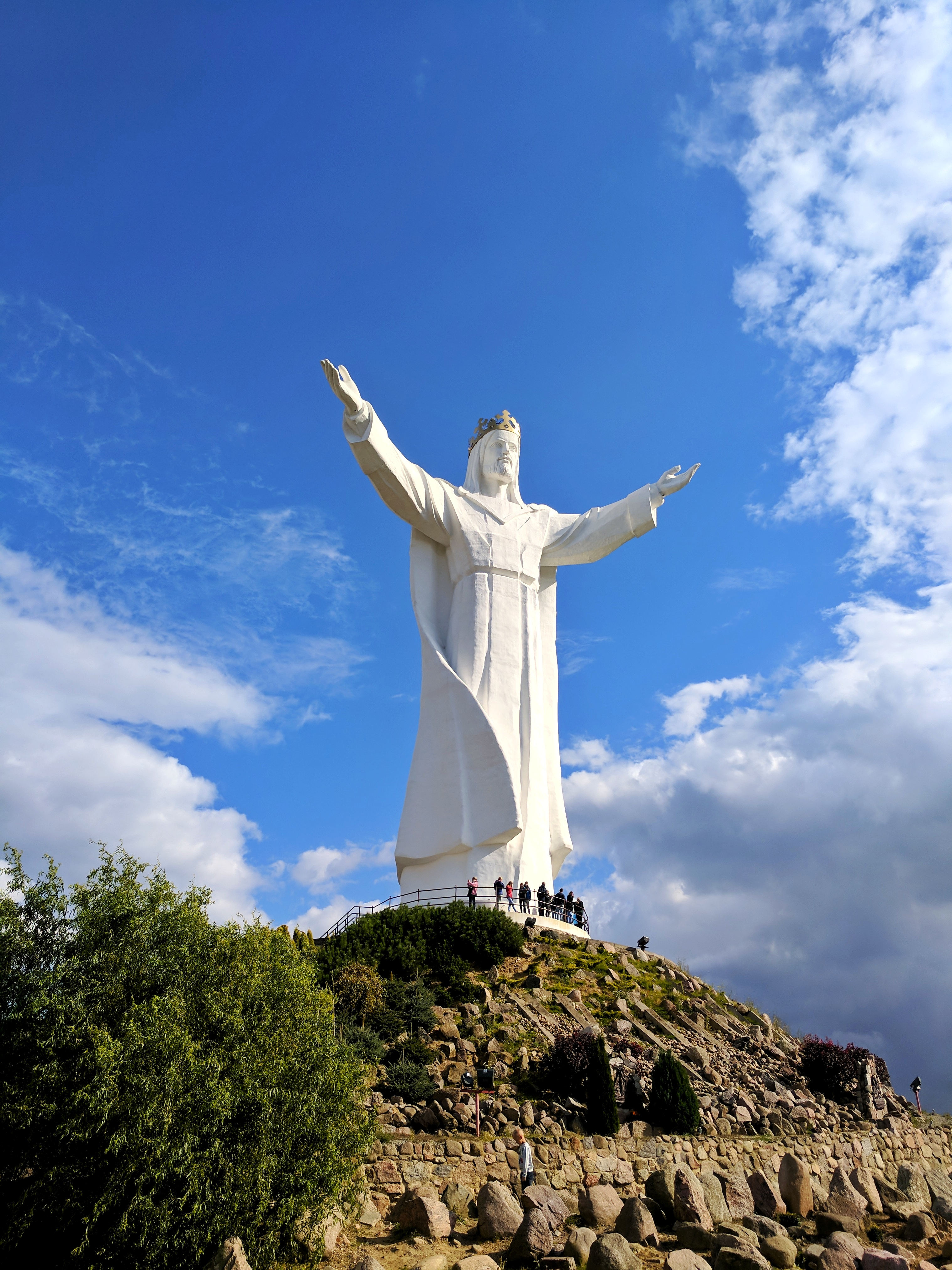
Estátua de Cristo Rei

- Paróquia da Bem-Aventurada Virgem Maria, Rainha da Polônia[68]
- Paróquia de São Miguel Arcanjo[69]
- Paróquia da Divina Misericórdia[70]

Igreja Pentecostal
- Congregação da Igreja Pentecostal[71]

Testemunhas de Jeová:
- Igreja Świebodzin-Widok (incluindo o grupo de língua russa)
- Igreja Świebodzin-Centrum (Salão do Reino, rua Młyńska 1).

## Esportes
A cidade é a sede do clube de futebol “Pogoń” Świebodzin, que foi fundado em 1953 e seus sucessos incluem presenças no terceiro escalão da competição e nas finais de 1/16 da Taça da Polônia. A equipe manda seus jogos em casa no Estádio municipal em Świebodzin com capacidade para 3 500 lugares. As cores do clube: amarelo e vermelho. Ele joga na quarta liga da Lubúsquia.
O clube de handebol Ts Zew Świebodzin temporada 2023/2024 na 1 Liga de handebol — grupo B.
Além disso, desde 2000, existe uma seção de tênis de mesa do KS “Jofrakuda” Świebodzin, que tem equipes na terceira e quinta ligas sob a égide da Associação Polonesa de Tênis de Mesa.